# Amerikanska Jungfruöarna i olympiska vinterspelen 1984
Amerikanska Jungfruöarna deltog i olympiska vinterspelen 1984. Detta var Amerikanska Jungfruöarnas första olympiska vinterspel. Amerikanska Jungfruöarnas trupp bestod av enbart en idrottare, Erroll Fraser som deltog i tävlingarna i skridsko.